# Tim Roth
Tim Roth, celým jménem Timothy Simon Smith (* 14. května 1961 Londýn), je britský herec a režisér, známý především z filmů režiséra Quentina Tarantina. Mezi jeho nejznámější filmové role patří ztvárnění Pumpkina ve filmu Pulp Fiction, Vincenta Van Gogha ve filmu Vincent a Theo nebo role Archibalda Cunninghama ve filmu Rob Roy, za kterou získal v roce 1995 cenu The British Academy of Film and Television Arts (BAFTA) za vedlejší roli a za kterou byl nominován na Oscara 1995 a Zlatý globus 1995. Český fanoušek ho mohl vidět v roce 1998 na Mezinárodním Filmovém Festivalu v Karlových Varech, kde spolu s režisérem Michaelem Di Jiacomem uvedli film Zvířátka.

## Život před startem kariéry
Tim Roth se narodil v jižním Londýně do rodiny malířky a učitelky Ann Rothové a novináře a malíře Ernieho Rotha. Před nástupem do školy, se jeho rodiče rozvedli a vzhledem k těžké ekonomické situaci, která v jeho rodině nastala byl nucen nastoupit na Strand School v Tulse Hill, kde byl každý den obětí šikany za to, že měl odlišný přízvuk než jeho spolužáci. To bylo způsobeno tím, že jeho otec měl irské kořeny. Díky těmto nepříjemnostem se malý Tim rychle svého přízvuku zbavil.
Jako mladistvý se chtěl stát misionářem, ale od svého rozhodnutí ustoupil a začal navštěvovat London College of Art, kde studoval sochařství. Jeho zájem o tento obor ale netrval dlouho a proto se částečně z recese, přihlásil na konkurz muzikálové verze Stokerova hororu Draculi. Ke svému vlastnímu překvapení získal hlavní roli a díky tomu se začal primárně věnovat herectví. Svoji hereckou kariéru začal ve sborech Glasgow Citizen's Theatre, The Oval House a v londýnském divadle Royal Court.

## Kariéra na ostrovech
Tim Roth debutoval ve svých jednadvaceti letech, v televizním filmu Made in Britain (1982), kde ztvárnil hlavní roli mladého skinheada Trevora. Na tomto filmu spolupracoval s režisérem Alanem Clarkem, který Rotha později inspiroval k režijnímu debutu War Zone (1999), za který posbíral mnoho ocenění, zejména pak Evropskou filmovou cenu za nejlepší film 1999. Po roli ve filmu Made in Britain hrál mladého, retardovaného Colina ve filmu Meantime (1984), kde předvedl svůj herecký talent v plné síle. Následovala role ve filmu The Hit (1984), za kterou dostal prestižní cenu Evening Standard za nejlepšího nového herce a role ve filmu The Cook the Thief His Wife & Her Lover (1989). V roce 1990 ztvárnil titulní roli Vincenta Van Gogha ve filmu Roberta Altmana Vincent a Theo (1990). S dalšími mladými anglickými herci, jako je Gary Oldman se kterým hrál ve filmu Rosencrantz & Guildenstern Are Dead (1991), Colin Firth, Daniel Day-Lewis, Bruce Payne a Paul McGann získali přezdívku The Brit Pack a navzdory upadajícímu anglickému filmovému průmyslu, odcestovali hledat novou práci za oceán.

## Americký sen
V USA dlouho Roth nemohl najít práci, bránil mu jeho silný anglický přízvuk. Až do roku 1992, kdy ho obsadil režisér Jeff Stanzler do role Mannyho ve filmu Jumpin' at the Boneyard (1992). Režisér Stanzler se Tima ujal a sehnal specialistu, který Timovi pomohl zbavit se jeho přízvuku. V té době si ho všiml Quentin Tarantino, kterého učaroval zejména rolí Guildensterna, a nabídl mu roli pana Oranžového ve filmu Reservoir Dogs (1992). V té době ještě neznámý Tarantino oslovil Rotha v baru, kdy mu na kusu ubrousku představoval scénář k filmu, opilý Roth přikývl. Touto rolí si Tim Roth otevřel dveře ke hvězdné kariéře v Hollywoodu a jeho spolupráce s Quentinem Tarantinem pokračovala dnes již legendárním oscarovým snímkem Pulp Fiction (1994). V Pulp Fiction ztvárnil roli zloděje Pumpkina. O rok později spolu znovu spolupracovali, tentokrát na snímku Four Rooms (1995). Ve stejném roce hrál Roth zákeřného Angličana Archibalda Cunninghama ve filmu Rob Roy (1995). Tato role mu vysloužila nominaci na Oscara za nejlepší vedlejší roli, nominaci na Zlatý Globus a vyhrál cenu BAFTA. V roce 1996 si zahrál ve filmu Woodyho Allena Everyone Says I Love You (1996), dále Animals (1997), s Tupacem Shakurem si zahrál ve filmu Gridlock'd (1997) dále pak Legenda o "1900" (1998). V roce 1999 se Tim Roth představil jako režisér se snímkem War Zone (1999), která byla filmová verze stejnojmenného kontroverzního románu Alexandera Stuarta. Tento film měl premiéru na festivalu v Sundance a byl uveden na prestižních filmových festivalech v Cannes a v Torontu. V roce 2001 hrál k nepoznání namaskovaný Tim Roth v nové adaptaci filmu Planet of the Apes (2001) od Tima Burtona, kterému dal přednost před rolí Severuse Snapea v sérii filmů o čarodějnickém učni Harrym Potterovi. Za zmínku také stojí jeho role ve filmech Invincible (2001), The Beautiful Country (2004), Youth Without Youth (2007), Funny Games U.S. (2007), Skellig (2009), role ve filmu Broken (2012) za kterou dostal cenu na Stockholmském filmovém festivalu nebo zatím jeho poslední film Grace of Monaco (2014).